# Teucholabis (Teucholabis) dileuca
Teucholabis (Teucholabis) dileuca is een tweevleugelige uit de familie steltmuggen (Limoniidae). De soort komt voor in het Neotropisch gebied.